# Vena (album)
Pour les articles homonymes, voir Vena.
Albums de Coldrain
The Revelation
(2013)
Singles
1. Vena II
Sortie : 17 août 2016

Vena est le quatrième album du groupe de rock japonais Coldrain, qui a été commercialisé dans le monde en octobre 2015. L'album sera promu par une tournée dans le monde entier "MAY EUROPEAN TOUR" avec Wage War vers le mois de mai 2016,.

## Liste des titres
Toutes les paroles sont écrites par Masato, toute la musique est composée par Masato, Y.K.C.
| No  | Titre                          | Durée |
| --- | ------------------------------ | ----- |
| 1.  | Vena                           | 0:58  |
| 2.  | Wrong                          | 3:32  |
| 3.  | Divine                         | 3:36  |
| 4.  | Gone                           | 4:12  |
| 5.  | Words of the Youth             | 3:31  |
| 6.  | The Story                      | 4:09  |
| 7.  | Whole                          | 3:45  |
| 8.  | Runaway (feat. Jacoby Shaddix) | 3:46  |
| 9.  | Pretty Little Liar             | 3:46  |
| 10. | Heart of the Young             | 3:48  |
| 11. | Fire in the Sky                | 3:24  |